# Швеция на летних Олимпийских играх 1896
Швеция впервые участвовала на летних Олимпийских играх 1896 и была представлена одним спортсменом в трёх видах спорта. По итогам соревнований команда не получила ни одной медали.

## Результаты соревнований

### Лёгкая атлетика
| Соревнование    | Спортсмены    | Предварительный раунд | Предварительный раунд | Финал      | Финал     |
| Соревнование    | Спортсмены    | Результат             | Место                 | Результат  | Место     |
| --------------- | ------------- | --------------------- | --------------------- | ---------- | --------- |
| 100 метров      | Хенрик Шёберг | неизвестен            | 4-5                   | не прошёл  | не прошёл |
| Прыжки в длину  | Хенрик Шёберг |                       |                       | неизвестен | 5-9       |
| Прыжки в высоту | Хенрик Шёберг |                       |                       | 1,60 м     | 4         |
| Метание диска   | Хенрик Шёберг |                       |                       | неизвестен | 5-9       |

### Плавание
| Соревнование              | Спортсмен          | Финал      | Финал |
| Соревнование              | Спортсмен          | Результат  | Место |
| ------------------------- | ------------------ | ---------- | ----- |
| 100 метров вольным стилем | 1 неизвестный швед | неизвестен | 3-13  |

### Спортивная гимнастика
| Соревнование   | Спортсмены    | Финал |
| -------------- | ------------- | ----- |
| Опорный прыжок | Хенрик Шёберг | 4-15  |